# Эпистемическая логика
Эпистемическая логика (от греч. επιστήμη — знание; также логика знаний) — подвид модальной логики, имеющий дело с высказываниями о состоянии познания. Оперирует понятиями «знает», «полагает».
Отдельные аспекты эпистемической логики обсуждали Аристотель, некоторые средневековые философы, в том числе Оккам и Дунс Скотт. Первые систематические исследования темы провёл Кларенс Льюис в 1912 году, он же ввёл символику; современную форму направлению придали Сол Крипке (1963), Георг Хенрик фон Вригт, Яакко Хинтикка (1962).
Логику знаний к экономике применил Роберт Ауман (Нобелевская премия по экономике 2005 года).